# إدمون صبري

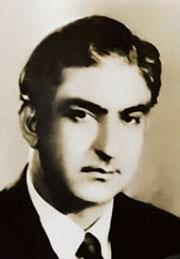

إدمون صبري (1921 ـ 28 مارس 1975) قاص وكاتب مسرحي عراقي، برز في خمسينيات وستينيات القرن العشرين.

## حياته
ولد إدمون صبري عام 1921 في بغداد لأسرة متوسطة الحال. وتعرف في بواكير حياته على أدب جبران والمنفلوطي وعبد الرحمن بدوي، وقرأ بالإنجليزية لكبار الأدب العالمي أمثال هيجو، زولا، غير أن غوغول، غوركي، دوستوفسكي وسواهم كان لهم الأثر الأكبر في منهج إدمون صبري وأسلوبه.
عمل إدمون صبري في الصحافة العراقية بضع سنوات قبل أن ينشر أولى قصصه بعنوان (ماكو شاغر) عام 1948 . ثم حصل على ليسانس التجارة والإقتصاد من جامعة بغداد عام1951 . نشر أول مجموعة قصصية عام 1952 بعنوان حصاد الدموع، لتتعاقب خلفها المسرحيات والقصص.
نشر عام 1957 قصة (شجار) المأخوذ عنها فيلم سعيد أفندي المختار كأفضل فيلم عراقي، أخرجه كاميران حسني قام ببطولته يوسف العاني وعبد الواحد طه وأعقبها عام 1958، بقصة فيلم (من المسؤول). كان صبري يغطي نفقات الطبع (أو بعضها) من الإعلانات التي ينشرها داخل كتبه.
في شباط 1963، تعرض إدمون صبري للاعتقال والفصل من وظيفته في البنك المركزي العراقي على يد السلطة الحاكمة، وتوقف عن النشر حتى عام 1967، حيث تناول تجربة «البطالة الإجبارية» التي فُرضت عليه وأمثاله في مسرحية بعنوان (أيام العطالة)، التي عُرضت لاحقاً على قاعة المسرح القومي في بغداد، بعد أن عاد إلى العمل في قسم الترجمة في وزارة الإعلام.
توفي في 28 آذار عام 1975.
- ,(حكايات عن السلاطين) المنشورة على جزأين عام 1969 و1973.

## مجموعاته القصصيَّة
- حصاد الدموع (1952): وهي مجموعته الأولى.[3]
- المأمور العجوز (1953)
- قافلة الأحياء (1954)
- كاتب وارد (1955)
- خيبة أمل (1956)
- شجار (1957)
- الخالة عطية (1958): قصة طويلة
- في خضم المصائب (1959)
- هارب من الظلم (1960)
- ليلة مزعجة (1960)
- خبز الحكومة (1961)
- زوجة المرحوم (1962): قصة طويلة
- عندما تكون الحياة رخيصة (1968)
- حكايات عن السلاطين (1969)
- أقاصيص من الحياة (1970)
- إدمون صبري: دراسة ومختارات: مجموعة مختارة من قصصه صدرت بعد وفاته عن دار الحرية ببغداد.

## مسرحياته
- هارب من المقهى (1955): مجموعة مسرحيات قصيرة، تعد أقرب إلى القصص الحوارية منها إلى العمل المسرحي.
- الست حسيبة (1959)
- محكوم بالإعدام (1960): مسرحية طويلة
- أديب من بغداد (1962): مسرحية طويلة.

## آراء في أدبه
يرى الدكتور عمر الطالب أن إدمون صبري يقف في الصفوف الأمامية من كتَّاب القصة القصيرة من حيث الكمّ، إلا أنه ـ وفقًا للطالب ـ لا يحتل المكانة نفسها من حيث الجودة الفنية ولا نجد تطورًا واضحًا عبر قصصه الكثيرة؛ فهي على نمط واحد من حيث الرتابة والشكل والمضمون، والعرض السردي هو الشكل الغالب، وشخصيات قصصه طليقة الملامح تحكمها الأقدار وتستسلم للأزمة التي تمزقها، وللحدث الذي يسحقها دون أن تقاوم، أو تحول دون تحطيمها له.
أما عن مسرحياته، فيرى الطالب أن مسرحياته أقرب إلى القصص الحوارية منها إلى العمل المسرحي، وأن مسرحيتيه الطويلتين «محكوم بالإعدام»، و«أديب من بغداد» ضعيفتان من حيث الشكل والمضمون وتلعب الصدفة دورًا هامًا في تسيير أحداثهما، ويشيع فيها جو ميلودرامي يختفي معه منطق الأحداث، وتقدُّم الروابط السببية لتمهيد السبيل أمام المفاجآت والوقائع المؤثرة. كما يرى الطالب أن مسرحياته تسود فيها مفاجآت مستنكرة ووقائع رهيبة تُجافي الواقع وتتنكر للحياة الإنسانية، وأن شخصياته تتحول إلى مجرد أنماط من السلوك، وضروب التصرف التي يسعى المؤلف إلى إبرازها لاظهار مساوئ وأخطاء المجتمع.
كما لا يعني إدمون صبري ـ على حد تعبير الطالب ـ بالصراع الداخلي، فتأتي تصرفات شخصياته مصطنعة ومتكلفة.
رغم غزارة إنتاجه القصصي والمسرحي، لم يتمتع إدمون صبري بالعناية النقدية الواجبة، ويعود ذلك في رأي بعض المختصين إلى عدم اهتمامه إلا بالرسالة الاجتماعية للقصة دون الاستغراق في تفاصيل الصنعة الفنية.

## وفاته
توفي إدمون صبري في 28 مارس 1975، في حادث وقع على طريق تكريت بين الموصل وبغداد، أثناء سفره إلى شمال العراق.